# Puerta del Sol (Vigo)
La Puerta del Sol (hasta el año 1981 Plaza del Capitán Carreró) es una plaza situada en la ciudad española de Vigo. Recibe este nombre por estar localizada en una de las siete puertas de entrada a la antigua ciudad amurallada, concretamente la orientada cara el nacimiento del Sol.
La puerta del Sol es una plaza peatonal, ligeramente inclinada cara el este, y que comunica con la plaza de la Constitución, la plaza de la Princesa y las calles Príncipe, Policarpo Sanz, Elduayen, Doctor Cadaval, Segunda República y Carral. 
La plaza es un lugar emblemático de la ciudad. Fue testigo de grandes acontecimientos de interés que tuvieron lugar en Vigo, como la inauguración del alumbrado de gas en 1789 o las sepulturas de Ricardo Mella y José García Barbón. En la plaza también se proclamó en la ciudad la Segunda República. Es el lugar de celebración de actos y conciertos. En ella se celebra anualmente el acto de inauguración del alumbrado de Navidad. 
La puerta del Sol considerada el kilómetro cero de la ciudad.

## Historia

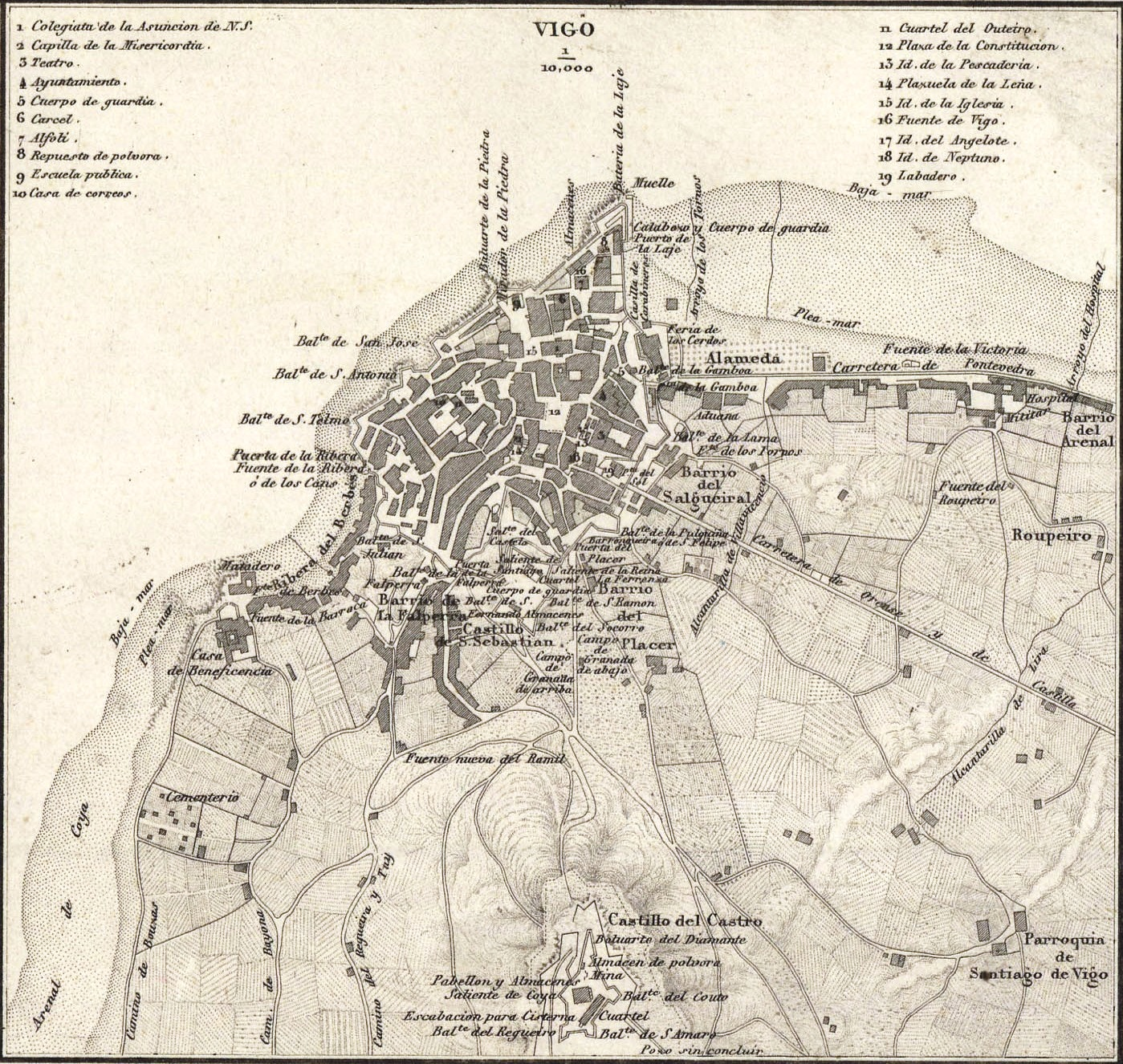
Plano de la ciudad en 1856, en donde se puede observar la antigua muralla.

La puerta del sol recibe este nombre por ser el lugar donde se localizaba una de las siete entradas o "puerta" de la ciudad, cuando esta permanecía amurallada antes de su demolición definitiva en 1862. El nombre "puerta del Sol" viene de la orientación de dicha entrada cara el este, donde nacía el Sol. 
El recinto amurallado fue construido en el año 1656 fue financiado por la ciudadanía viguesa y el rey Felipe IV. La muralla contaba con siete puertas de entrada distribuidas por toda la muralla.

### Primera remodelación
A finales del século XIX, se realizó una primera remodelación con la creación de un nuevo vial que conectase la puerta del Sol con el Paseo de Alfonso XII sin tener que rodear la plaza de la Constitución anexa. Así, esta actuación permitió convertir una calle en un conato de plaza que es en la actualidad. Esta actuación fue liderada por el alcalde que de aquellas gobernaba la ciudad, Manuel Bárcena Franco.

### El Sireno
La escultura del Sireno es una figura antropomorfa construida y conceptualizada por el escultor cambadés Francisco Leiro en el año 1991. Se erige en el centro de la plaza y tiene una altura de 11 metros. El nombre que el autor le puso a la obra es Hombre Pez. Es una escultura que está influenciada por el León de San Marcos de Venecia.

### Segunda remodelación
Una segunda remodelación más contemporánea permitió la prácticamente completa peatonalización de la plaza. Dicha actuación aún está a completarse, e incluye un túnel que comunica la calle de Policarpo Sanz con la Calle del Conde de Torrecedeira.

## Edificios singulares

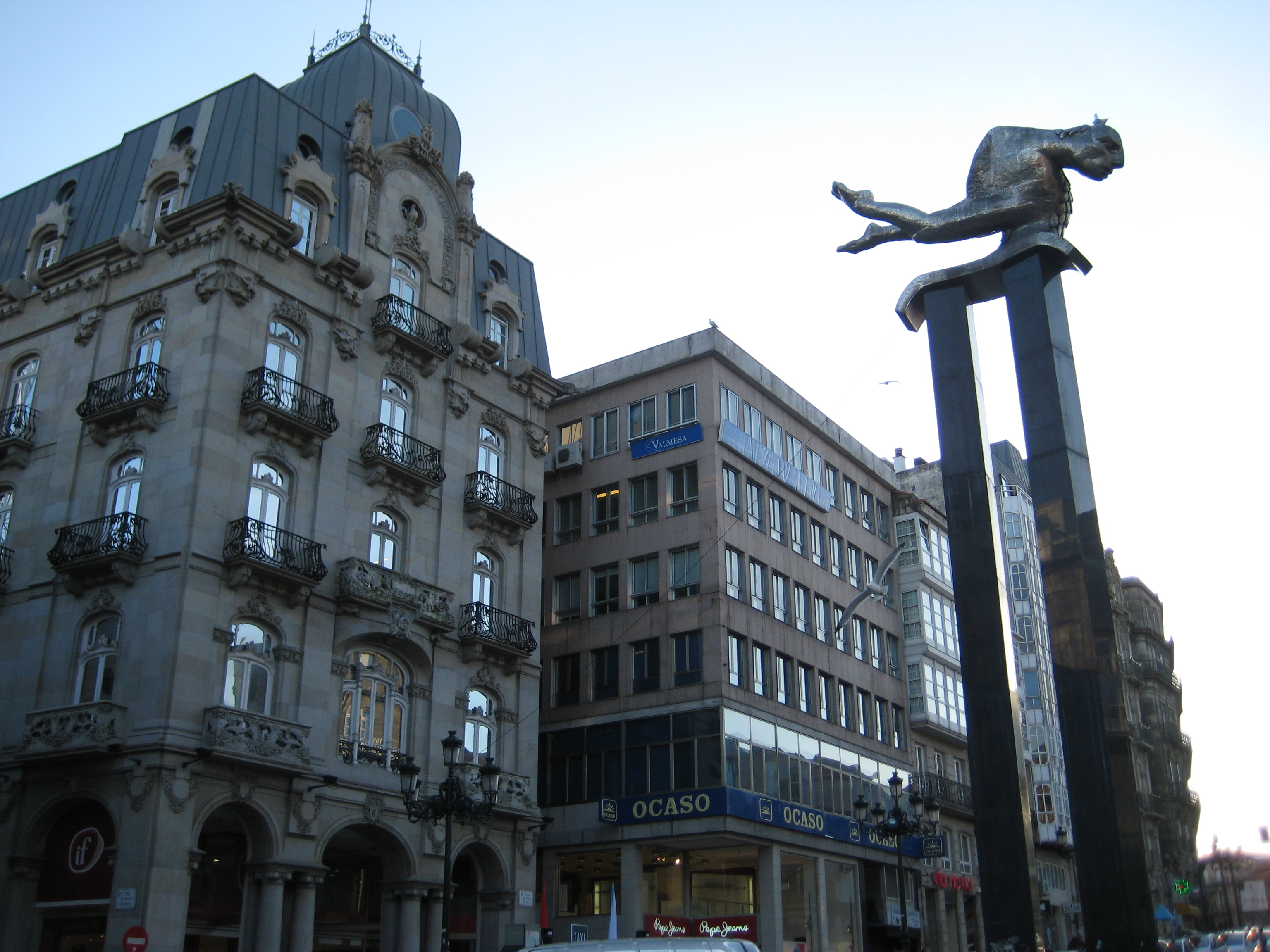
Edificio Simeón y escultura de El Sireno.

- Edificio Simeón, uno de los principales baluartes del modernismo vigués e influenciado por la arquitectura del francés Gustave Eiffel. El arquitecto del efificio es Michel Pacewicz.

- El Sireno, escultura del gallego Francisco Leiro.

- Edificio Banco de Vigo, que posteriormente perteneció al Banco Pastor y al Banco Santander. Construido en el año 1923 y diseñado por Manuel Gómez Román.

## Galería de imágenes

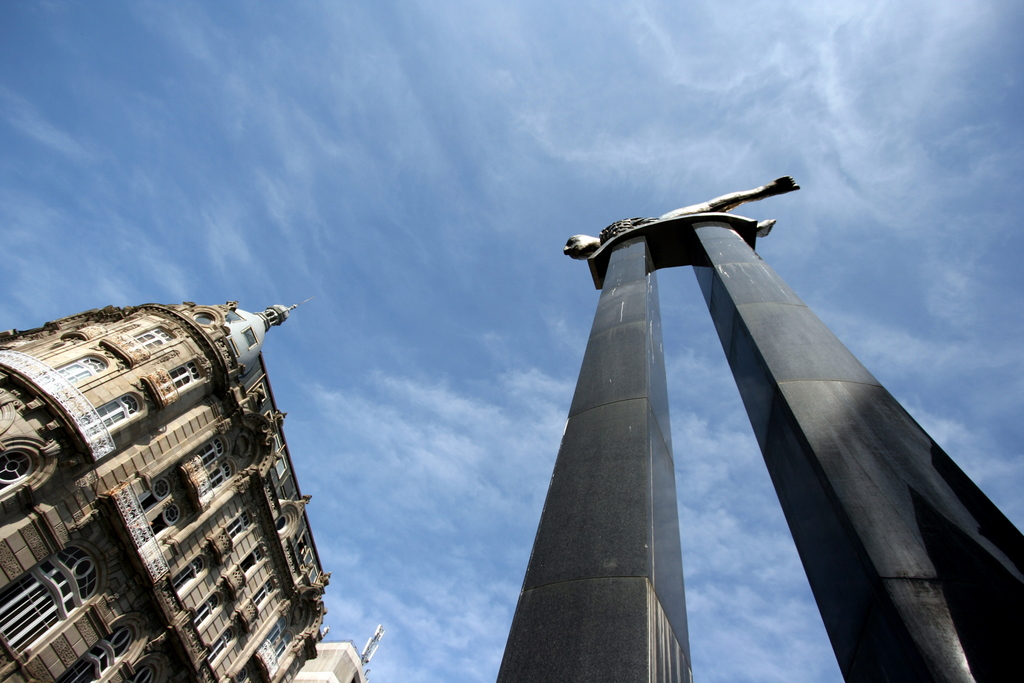
Escultura del Sireno erigiéndose sobre el cielo de Vigo.
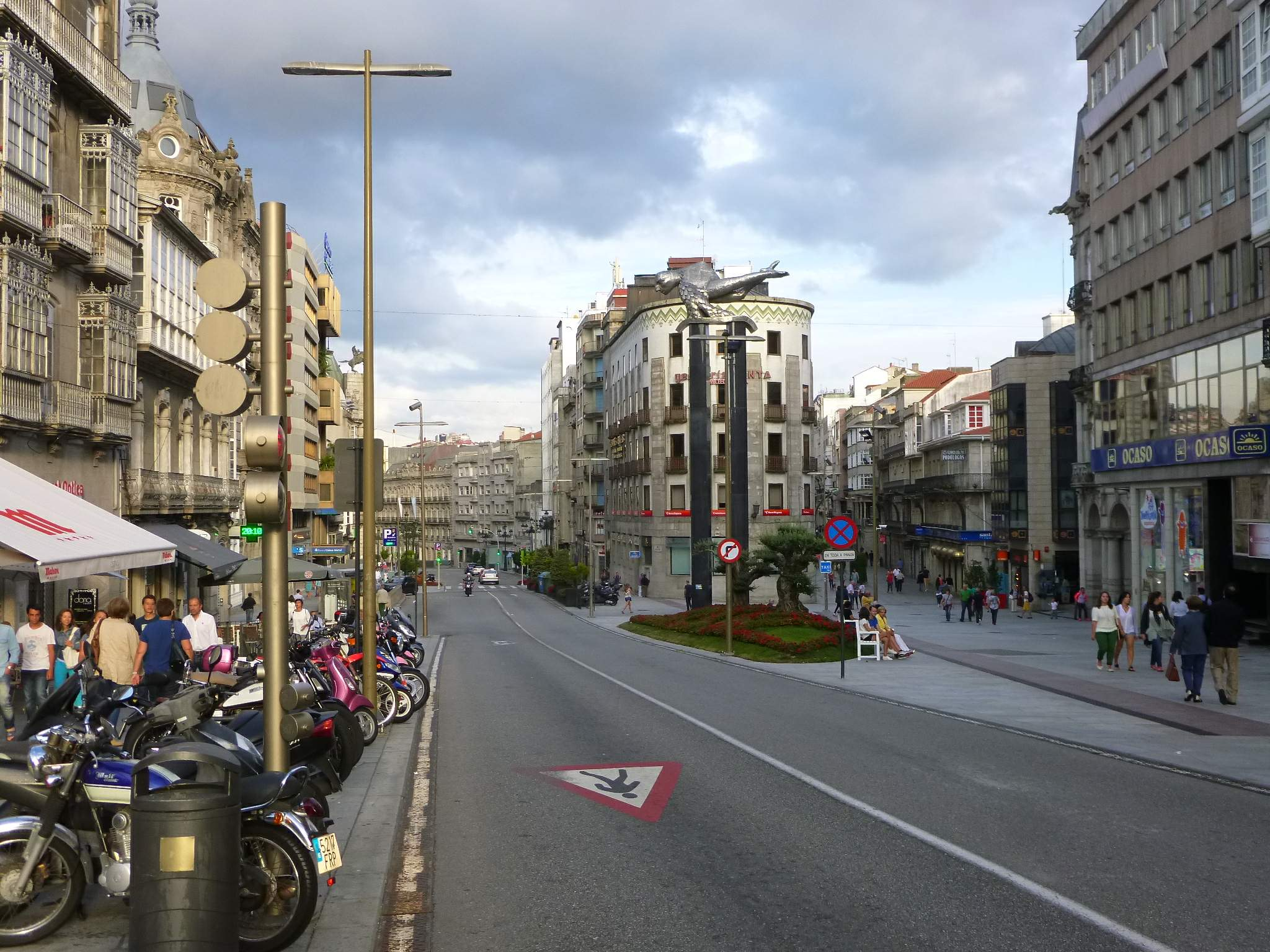
Porta del Sol. Aspecto previo a la peatonalización.
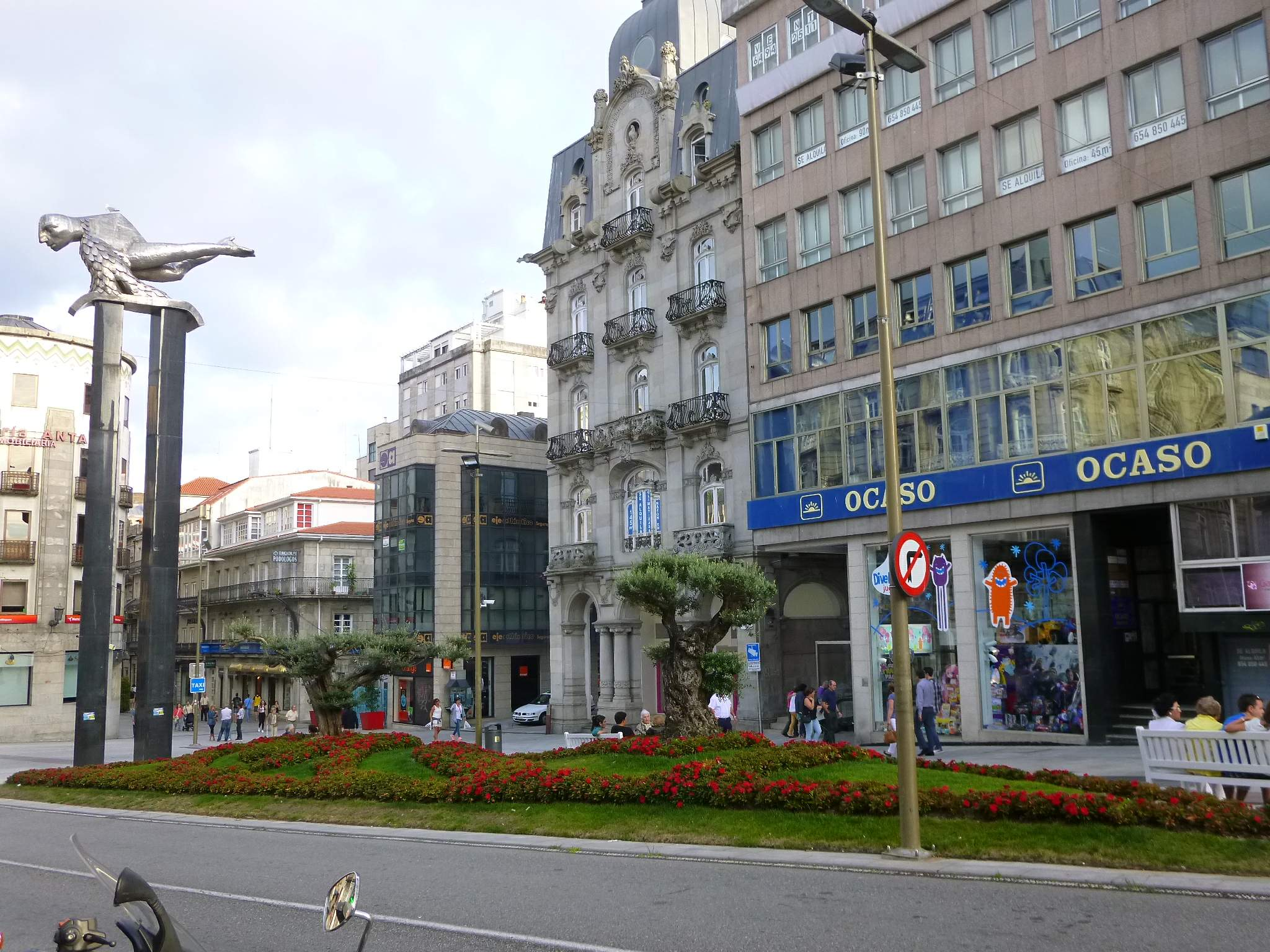
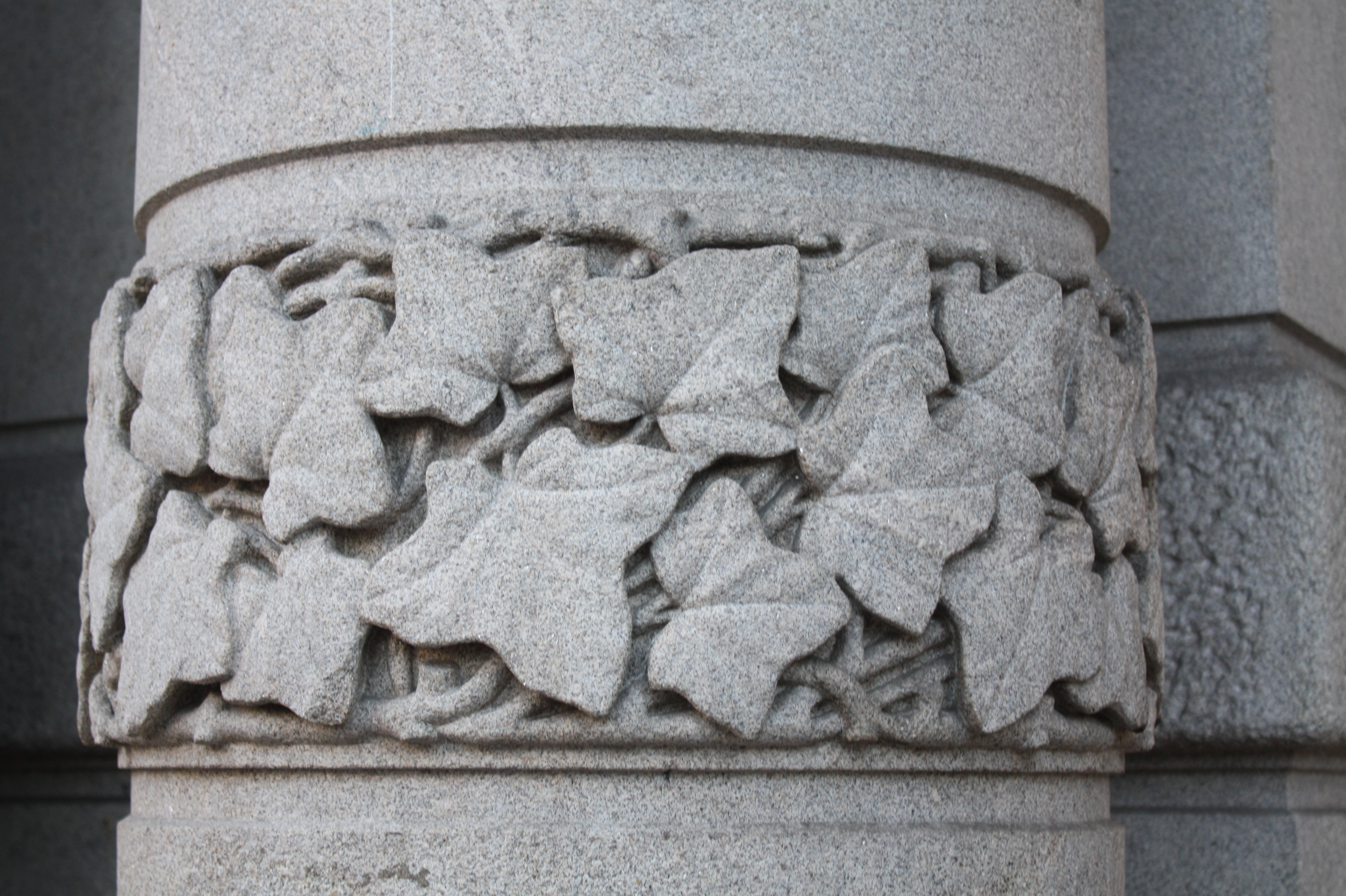
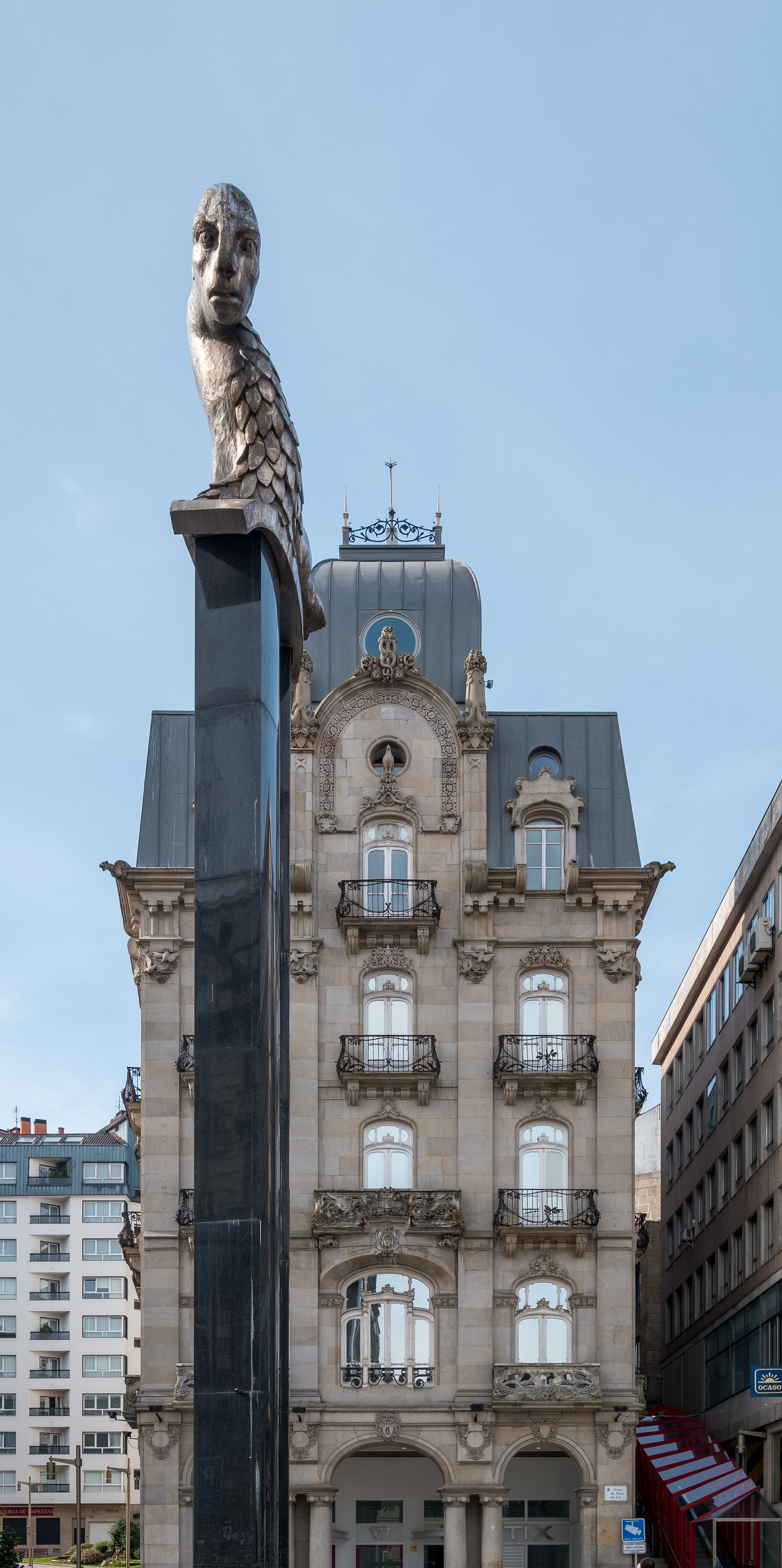
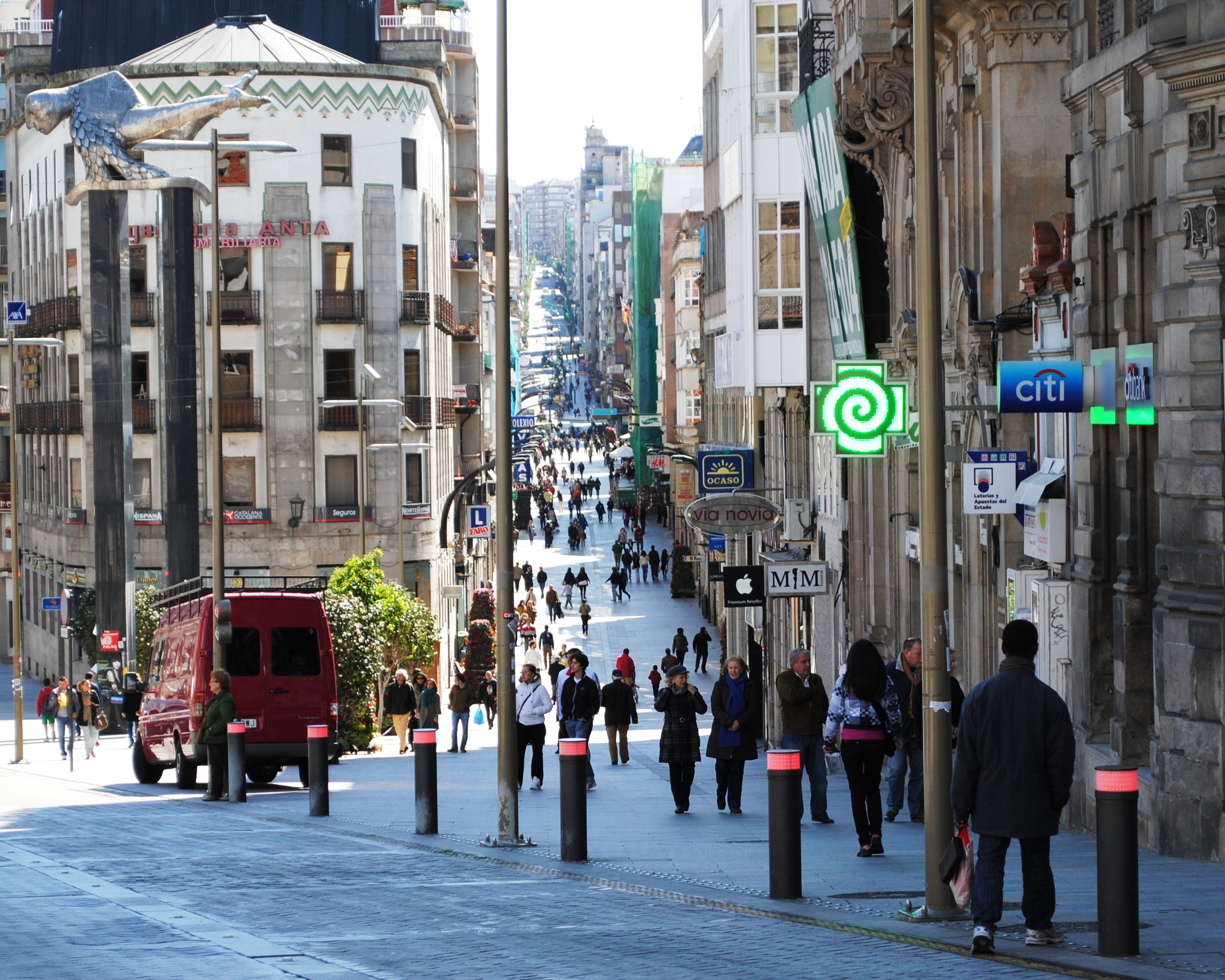
La puerta del Sol es una de las dos entradas a la calle del Príncipe, el principal centro comercial abierto de la ciudad.
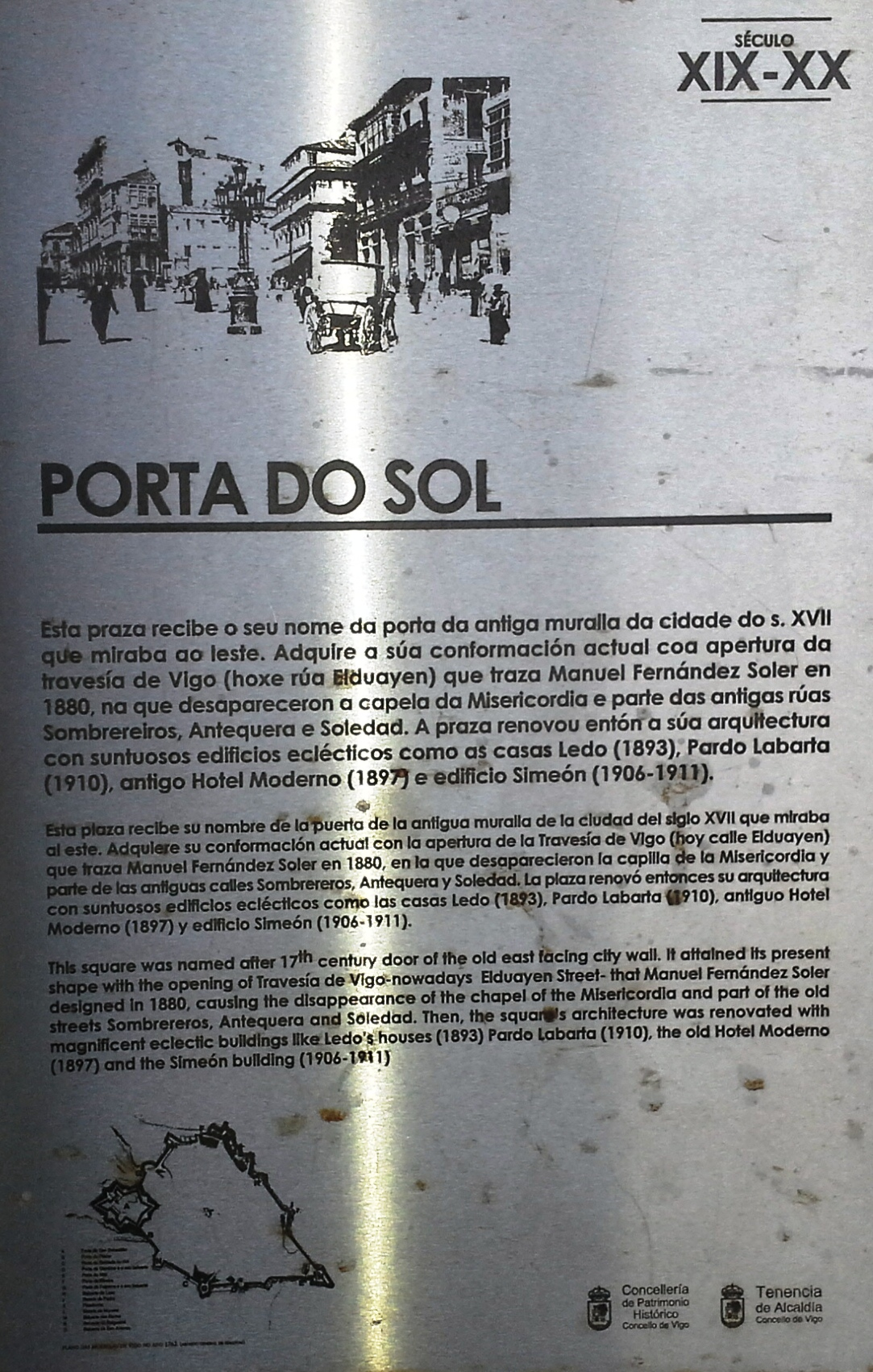
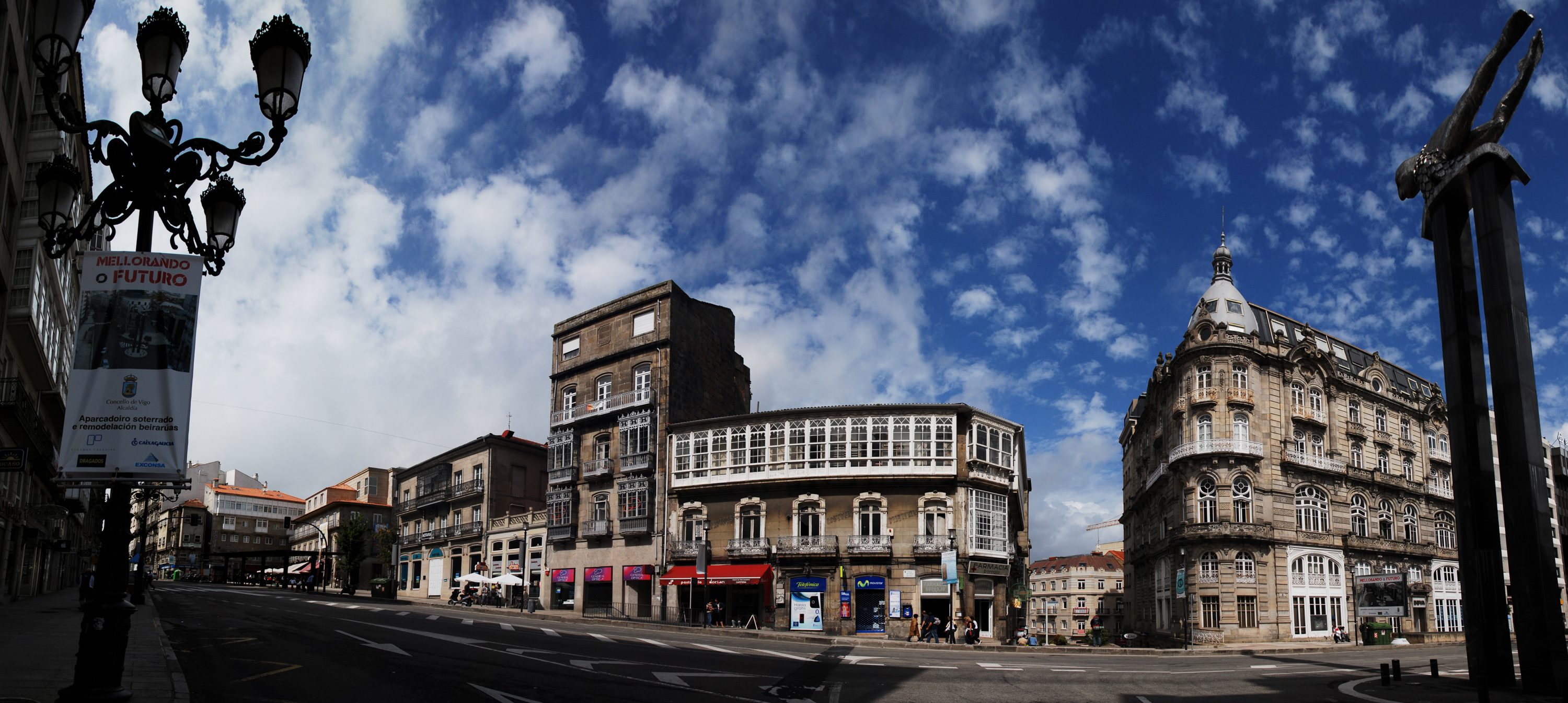
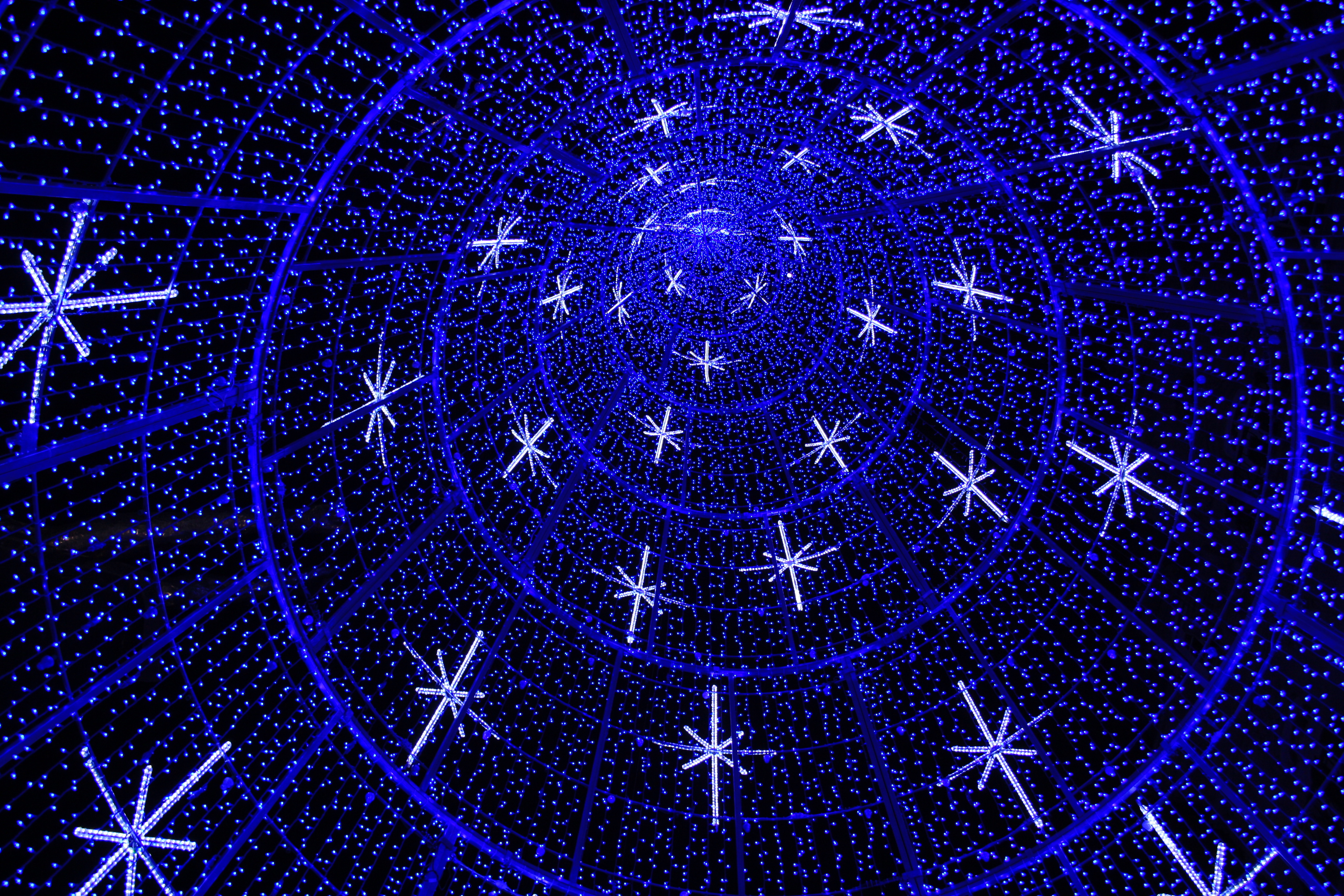
En la puerta del Sol se realiza el acto de encendido de luces de la navidad viguesa. Además, es el lugar donde se instala el tradicional árbol de luces de la ciudad.